# Glomeridella kervillei
Glomeridella kervillei es una especie de miriápodo glomérido de la familia Glomeridellidae endémica del norte de la España peninsular y el sur de la Francia continental.